# Pedro Cassiram
Pedro Roberto Cassiram Pérez (Caracas, 13 de maig de 1934 - San Mateo, Aragua, Veneçuela, 2 de gener de 2015) va ser un periodista veneçolà, que va exercir durant molts anys com a columnista en diaris de l'estat Aragua i Guárico. Des de la dictadura del General Marcos Pérez Jiménez fins a la dècada dels anys setanta, va participar en la lluita armada com a guerriller comunista. Fill de María Magdalena Pérez i Lennox Cornelius Cassiram Bates fou el tercer fill d'un total d'onze germans que els seus pares van engendrar.

## Activitat política

### Època perez jimenista
La seva infància transcorre en la barriada de Nova Caracas en Catia, parròquia de Sucre. A molt primerenca edat, la realitat econòmica copeja el seu entorn i després de realitzar diverses activitats per ajudar a la seva família, inicia la seva experiència laboral com a obrer. Més endavant, ja vivint en el 23 de Enero, fa contacte amb el Sindicat de Sabaters de Catia, tots militants d'una cèl·lula fabril del Partit Comunista de Veneçuela (PCV), i comença a endinsar-se en la subversió contra la dictadura de Marcos Pérez Jiménez militant en la cèl·lula del PCV, “Rafael Contreras”, del bloc 22 del 23 de gener.
Va contribuir a la lluita del derrocament del règim dictatorial des de Ràdio Tropical amb els periodistes Germán Carias, Euro Fuenmayor, el locutor, Agustín Blanco Rodríguez i, Esteban Parra, operador de Ràdio Tropical. Des d'aquí, ajuda a crear les condicions per a la Vaga General del 21 de gener de 1958, en aquesta contribueix a tancar l'estació de Radio Caracas Televisión i el diari El Nacional. Així mateix va participar en l'incendi del periòdic “El Heraldo”, el dia 23 de gener.

### Era democràtica
En la nova era democràtica es casa amb Aída C. Alcalá, de la unió del qual neix el seu primer fill Pedro Roberto Cassiram Alcalá, al mateix temps que és arrestat per la policia del govern de Rómulo Betancourt durant els successos del 4 d'agost de 1959, successos coneguts en la història contemporània com la “vaga d'aturats”. Per aquest motiu va estar pres en la caserna La Planta, en El Paraíso, Caracas, mentre va durar la primera suspensió de garanties en aquesta primera experiència democràtica.
Va participar, al costat de Pedro Dudamel, en la conspiració que derivaria en l'atemptat al president de la República Rómulo Betancourt, al Passeig Los Próceres, el 24 de juny de l'any 1960.

### Activitat guerrillera
El 1961 va fundar, conjuntament amb l'advocat David Esteller i Raúl Serra el Front Guerriller José Antonio Páez en Turó Negre, Portuguesa i contribueix a enfortir els focus de Lara i Trujillo comandats per Argimiro Gabaldón i Juan Vicente Cabezas.
També va ser fundador de les Forces Armades d'Alliberament Nacional (FALN), militant en el Destacament Felipe Hermoso Linares, de la Brigada No. 2, del Districte Militar No. 1, sota el comandament d'Anselmo Natale (a) Alexis. Amb el pseudònim Alí Rojas, ascendeix al grau de comandant d'UTC, després és ascendit pel seu valor i ascendeix a responsable de l'Escamot del 23 de Gener, arribant a comandar amb el grau de Capità, el Destacament Manuel Ramón Oyón, de la Brigada Tres en l'estat Miranda.
El 1967 es trasllada a Maracay, estat Aragua, a l'ordre del Mayor GN Pedro Rigoberto Vegas Castejón, un dels líders de l'alçament de Carúpano, estat Sucre, qui reemplaçava en la Comandància Suprema de les FALN, perquè els altres comandants estaven a la presó del Caserna San Carlos.
El novembre de 1968, Cassiram (Alí Rojas), conjuntament amb el Major Vegas Castejón, Capità d'Aviació Raúl Hernández Wonhsiedler i l'Enginyer Agrònom Antonio Fernández, van ser fets presos per l'Adreça d'Intel·ligència Militar (abans SIFA) i després tots van ser traslladats a la Caserna San Carlos després d'una pasantía en els tètrics calabossos de la DIM. En aquest llavors contreu nova noces amb el seu camarada Anita Fernández Salomón (Anolaima), procreant dos fills: Alí i Indira Anolaima.
El seu alliberament cau just a l'aplicació de la política de pacificació del primer mandat del Dr. Rafael Caldera, en plena efervescència del partit UPA (Unió per Avançar), parapet legaloide del PCV.

### Baixant de la "muntanya"
Cassiram va ser fundador del Moviment al Socialisme, delegat al Primer Congrés del MAS celebrat en el Palau dels Cecs en Muntanya Pietat, Caracas, i és nomenat Secretari de Propaganda Regional d'Aragua. Posteriorment es retira del MAS per fer activitat comercial. Per aquest llavors es divorcia d'Anita i es casa amb Rosmery Maixella, de la unió de la qual descendeixen tres fills: Pedro Felipe, Rosmery Eliana i Roberto Alexander. Malgrat haver treballat amb èxit en la venda de vehicles i després de fundar la seva pròpia empresa, el fervor polític ho embolica pel que torna al PCV on de nou es troba amb Pedro Vegas Castejón i milita en la cèl·lula que dirigeix la seva companya Edilia Morales, en Coropo, parteix sud-est de Maracay.
En companyia de Freddy Carquez, Pablo Emilio Hurtado, Luis Fuenmayor Toro, Guillermo García Ponce, Radames Larrazabal i uns altres van fundar el Grup “Fòrum Democrático”. Quan Luís Fuenmayor participa en les eleccions a Rector de la Universitat Central de Veneçuela (O.C.V.) estan en vespres de ser expulsats novament del PCV per la fundació del Grup “Fòrum Democrático”.
Fuenmayor Toro electe Rector de la UCV, acredita a Cassiram com a Administrador dels estadis esportius de la Fundació O.C.V. entre ells l'Estadium Universitari i l'Olímpic els quals regenta durant 4 anys del període rectoral del Dr. Fuenmayor Toro.

## Comunicador social
Quan s'allunya del PCV activen el grup d'opinió Fòrum Democràtic, publicant un periòdic amb el mateix nom del qual seria el seu Director, i ingressa al Fòrum de Sao Pablo, del grup del qual és membre actiu per part de Fòrum Democràtic. En funció d'això Cassiram en companyia de Pablo Emilio Hurtado, viatja a Mèxic i després a Cuba, representant al grup on milita. Analista polític i d'opinió radial en Ràdio Continente, amb el Programa ‘Diálogo Continenta’, i en Radio Maracay, amb els programes "En sintonía con el Pueblo", "Cuentas Claras" i "Diálogo con".
Columnista d'opinió en el diari El Periódico, durant deu anys, Diari L'Antena de Sant Joan dels Morros i des de fa diversos anys (15) va publicar "La columna irreverente" en el diari El Siglo de Maracay, per l'autoria del qual li va ser atorgat el Premi Municipal de Periodisme CARLOS BEJARANO GARCÍA, com a Columnista de l'Any 1996, per l'Alcaldia del Municipi José Félix Ribas i la Il·lustre Càmera Municipal.
També va ser Directiu de l'Associació de Periodistes d'Opinió de Veneçuela (APOV) capítol Aragua, fundador del periòdic La veu dels treballadors, Fòrum democràtic i El Convergent i integrant del Consell Consultiu del diari El Periódico.

### Publicacions
Pedro R. Cassiram, va ser a més soci i president de l'Editorial Fòrum Democràtic. Entre altres publicacions de l'autor hi ha:
En les Cròniques de Maracay, "El Barrio El Carmen, un viejo arrabal". És la seva primera obra literària en format de llibre, encara que la primera aparició va ser en el tabloide "El Periódico" de Maracay, realitzada en trenta-nou lliuraments. També va publicar una petita obra de crònica, amb el títol "Centro d'atenció al detingut: Alayón". Igualment va publicar l'obra (inèdita) el "Inici del Carrer Obrer" el 4 de febrer de 1992.
Va mantenir, a més, per espai d'un any un programa d'opinió a la ciutat de la Victòria, per l'emissora YVLQ 1180, en companyia del Metge, Dr. Jesús Octavio Morao. En aquestes activitats, concretament el 24 de maig de 1998, va sofrir un accident cerebrovascular que ho va mantenir fora de sintonia i en repòs. Quatre mesos va estar en aquesta situació i va reaparèixer de nou escrivint i radiant el seu programa.
Després va estar acompanyant com a moderador del programa "En sintonía con el pueblo", que es va continuar transmetent per Ràdio Maracay 930 am, on la responsabilitat recau, fonamentalment en el Llic. Gustavo Rondón.
Finalment va ser Director ? Productor del programa radial “Sin Ataduras”, que va transmetre per Radio Rumbos, d'1 a 2 PM, en companyia de Carlos Altuve, com a moderador i el periodista i locutor: Carlos Espinoza, sota l'Adreça de Carlos Benaín.
Mor a la ciutat de San Mateo, estat Aragua, el 2 de gener de 2015 afligit per problemes cardiovasculars, encara quan el seu esperit indomable i irreverent mai ho va abandonar.